# Xylocamptomima usta
Xylocamptomima usta là một loài ruồi trong họ Tachinidae.